# Kiku-5
O Kiku-5, também conhecido por seu seu nome técnico ETS-V (acrônimo de Engineering Test Satellite-V), foi um satélite japonês construído pela Mitsubishi Electric (MELCO) que era de propriedade da NASDA. O satélite tinha uma expectativa de vida útil de 1,5 anos.

## Lançamento
O satélite foi lançado com sucesso ao espaço no dia 27 de agosto de 1987, por meio de um veículo H-I a partir do Centro Espacial de Tanegashima, no Japão. Ele tinha uma massa de lançamento de 550 kg.

## Características
O satélite foi colocado em uma órbita geoestacionária a 150 graus de longitude leste. Sua missão foi validar as tecnologias utilizadas em plataformas de satélites geoestacionários, tecnologias de teste que seriam implementadas para a próxima geração de satélites e realizar experimentos de satélite para comunicação móvel de navios ou aeronaves (experiência AMEX Aeronautical Mobile Experimental Transponder). Pesando cerca de 550 kg, o Kiku-5 tinha a forma de um paralelepípedo ao qual estavam fixados dois painéis solares destacáveis. A utilização operacional do Kiku-5 terminou em 31 de março de 1985, mas continua a operar em experiência AMEX.